# Tiberio Crispo
Tiberio Crispo (Roma, 31 gennaio 1498 – Sutri, 6 ottobre 1566) è stato un cardinale e vescovo cattolico italiano.

## Biografia
Era figlio del tarquiniese Giovanni Battista Crispo e di Silvia Ruffini. Questa, rimasta presto vedova, divenne la concubina del cardinale Alessandro Farnese, il futuro Papa Paolo III. Dalla loro relazione nacquero  Costanza, Pier Luigi (duca di Castro), Paolo e Ranuccio. Crispo studiò letteratura. Dal 1542 al 1545 fu prefetto di Castel Sant'Angelo e supervisionò le decorazioni di Perino del Vaga.
Il 6 luglio 1543 fu eletto vescovo di Sessa Aurunca, rinunciò alla sede il 7 giugno 1546. 
Dal 1540 al 1543 e poi dal 1553 al 1562 fu governatore della città di Bolsena, dove fece costruire ai piedi della Rocca Monaldeschi della Cervara un imponente e articolato palazzo progettato da Simone Mosca e Raffaello da Montelupo, oggi Palazzo Del Drago.
Nel concistoro del 19 dicembre 1544 papa Paolo III lo creò cardinale. Il 9 gennaio dell'anno successivo ricevette la diaconia di Sant'Agata dei Goti.
Fu legato di Perugia dal 1545 al 1548, ma già il 1º aprile 1547 era divenuto amministratore apostolico dell'arcidiocesi di Amalfi. Si dimise da quest'ultimo incarico il 17 marzo 1561 ma lo riassunse ancora il 21 giugno 1564 per poi abbandonarlo definitivamente il 7 settembre 1565.
Frattanto il 20 novembre 1551 aveva optato per l'ordine dei cardinali presbiteri e conservato la sua diaconia elevata a titolo pro hac vice. Il 18 maggio 1562 optò per il titolo di Santa Maria in Trastevere.
Il 19 gennaio 1565 fu nominato amministratore apostolico delle diocesi di Nepi e Sutri e nello stesso anno anche amministratore apostolico della diocesi di Sessa Aurunca, incarico a cui rinunciò il 27 gennaio 1566. il 7 novembre 1565 optò per l'ordine dei cardinali vescovi e ottenne la sede suburbicaria di Sabina.
Partecipò a cinque conclavi, che elessero papa Giulio III, papa Marcello II, papa Paolo IV, papa Pio IV e papa Pio V.
Morì a Sutri e fu sepolto nella cattedrale. Successivamente i suoi resti furono trasferiti a Capranica.